# Troglohyphantes confusus
Troglohyphantes confusus là một loài nhện trong họ Linyphiidae.
Loài này thuộc chi Troglohyphantes. Troglohyphantes confusus được Josef Kratochvíl miêu tả năm 1939.